# Костейн, Эд
Эдрик Джордж Костейн (англ. Edric George Costain; 4 ноября 1923, Уилинг, Западная Виргиния — 30 сентября 2009, Толидо, Огайо) — американский баскетболист, выступавший на позиции защитника.

## Биография
Уильямс родился и вырос в Уилинге, Западная Виргиния. После окончания школы поступил в ВМС США во время Второй мировой войны, служил на Тихом океане и Средиземном море. После увольнения со службы переехал в Толидо, Огайо, где сперва работал таксистом. Увлекался спортом, в 1946 году сыграл несколько игр за «Толидо Джипс» в НБЛ. В 1949 году женился. В дальнейшем устроился фотографом в газету The Blade, в которой проработал 34 года. Умер в 2009 году в возрасте 85 лет, оставив после себя шестерых детей, девятерых внуков и двух правнуков.